# Cerithiopsis berryi
Cerithiopsis berryi är en snäckart som beskrevs av Bartsch 1911. Cerithiopsis berryi ingår i släktet Cerithiopsis och familjen Cerithiopsidae. Inga underarter finns listade i Catalogue of Life.